# Lawaan
Lawaan è una municipalità di quinta classe delle Filippine, situata nella Provincia di Eastern Samar, nella Regione del Visayas Orientale.
Lawaan è formata da 16 baranggay:
- Barangay Poblacion 1
- Barangay Poblacion 2
- Barangay Poblacion 3
- Barangay Poblacion 4
- Barangay Poblacion 5
- Barangay Poblacion 6
- Barangay Poblacion 7
- Barangay Poblacion 8
- Barangay Poblacion 9
- Barangay Poblacion 10
- Betaog
- Bolusao
- Guinob-an
- Maslog
- San Isidro
- Taguite